# غيلونغ
جيلونج هي المدينة الساحلية الواقعة على خليج كوريو ونهر بارون، في ولاية فيكتوريا، في أستراليا، على مسافة 75 كيلومترا (47 ميل) إلى الجنوب الغربي من ميلبورن عاصمة الولاية. فهي المدينة الثانية من حيث كثافة السكان في ولاية فيكتوريا وهي المدينة الخامسة من غير العاصمة من حيث كثافة السكان في أستراليا. في جيلونق تمتد المنطقة الحضرية من سهول لارا (Lara) في الشمال إلى تلال من برك وارن Waurn Ponds) جنوبا، والخليج من ناحية الشرق والتلال إلى الغرب، وهي منطقة يقدر عدد سكانها ب 160991 نسمة. المدينة قريبة من طريق المحيط العظيم، وعدد من الشواطئ الأخرى.

## المناخ
يظهر الجدول التالي التغييرات المناخية على مدار السنة لغيلونغ:
| البيانات المناخية لـغيلونغ        | البيانات المناخية لـغيلونغ | البيانات المناخية لـغيلونغ | البيانات المناخية لـغيلونغ | البيانات المناخية لـغيلونغ | البيانات المناخية لـغيلونغ | البيانات المناخية لـغيلونغ | البيانات المناخية لـغيلونغ | البيانات المناخية لـغيلونغ | البيانات المناخية لـغيلونغ | البيانات المناخية لـغيلونغ | البيانات المناخية لـغيلونغ | البيانات المناخية لـغيلونغ | البيانات المناخية لـغيلونغ |
| الشهر                             | يناير                      | فبراير                     | مارس                       | أبريل                      | مايو                       | يونيو                      | يوليو                      | أغسطس                      | سبتمبر                     | أكتوبر                     | نوفمبر                     | ديسمبر                     | المعدل السنوي              |
| --------------------------------- | -------------------------- | -------------------------- | -------------------------- | -------------------------- | -------------------------- | -------------------------- | -------------------------- | -------------------------- | -------------------------- | -------------------------- | -------------------------- | -------------------------- | -------------------------- |
| الدرجة القصوى °م (°ف)             | 45.3 (113.5)               | 47.4 (117.3)               | 41.5 (106.7)               | 34.8 (94.6)                | 27.6 (81.7)                | 23.4 (74.1)                | 20.5 (68.9)                | 25.8 (78.4)                | 29.6 (85.3)                | 37.1 (98.8)                | 37.3 (99.1)                | 43.1 (109.6)               | 47.4 (117.3)               |
| متوسط درجة الحرارة الكبرى °م (°ف) | 24.4 (75.9)                | 24.8 (76.6)                | 23.1 (73.6)                | 20.2 (68.4)                | 17.1 (62.8)                | 14.5 (58.1)                | 13.9 (57.0)                | 15.0 (59.0)                | 16.6 (61.9)                | 18.6 (65.5)                | 20.5 (68.9)                | 22.6 (72.7)                | 19.3 (66.7)                |
| متوسط درجة الحرارة الصغرى °م (°ف) | 12.9 (55.2)                | 13.5 (56.3)                | 12.0 (53.6)                | 9.4 (48.9)                 | 7.8 (46.0)                 | 6.1 (43.0)                 | 5.4 (41.7)                 | 5.8 (42.4)                 | 6.6 (43.9)                 | 7.6 (45.7)                 | 9.4 (48.9)                 | 11.0 (51.8)                | 9.0 (48.2)                 |
| أدنى درجة حرارة °م (°ف)           | 4.5 (40.1)                 | 5.8 (42.4)                 | 3.4 (38.1)                 | 1.4 (34.5)                 | 0.0 (32.0)                 | −3.7 (25.3)                | −4.3 (24.3)                | −2.1 (28.2)                | 0.6 (33.1)                 | 0.6 (33.1)                 | 2.6 (36.7)                 | 3.3 (37.9)                 | −4.3 (24.3)                |
| معدل هطول الأمطار مم (إنش)        | 34.0 (1.34)                | 29.7 (1.17)                | 30.2 (1.19)                | 46.0 (1.81)                | 47.3 (1.86)                | 41.7 (1.64)                | 50.3 (1.98)                | 48.2 (1.90)                | 49.5 (1.95)                | 49.7 (1.96)                | 51.4 (2.02)                | 40.9 (1.61)                | 518.9 (20.43)              |
| متوسط الأيام الممطرة (≥ 0.2 mm)   | 7.0                        | 5.8                        | 8.2                        | 11.9                       | 13.0                       | 15.6                       | 16.8                       | 16.7                       | 16.0                       | 13.5                       | 10.3                       | 9.0                        | 143.8                      |
| Average afternoon رطوبة نسبية (%) | 55                         | 55                         | 54                         | 57                         | 65                         | 70                         | 68                         | 64                         | 63                         | 60                         | 59                         | 55                         | 60                         |
| المصدر:                           |                            |                            |                            |                            |                            |                            |                            |                            |                            |                            |                            |                            |                            |

## توأمة
لغيلونغ اتفاقيات توأمة مع:
- يانيونغانغ

## أعلام
- جون بروميتش
- لي هوارد
- جيمس هاريسون
- كيت ألين
- ديك غارارد
- جون هوكس
- ماثيو سبيرانوفيتش
- جوي ديدوليكا
- فرنسيس أورموند
- ألان ودمان
- إيما هيويت